# Carlos Fernández Shaw
Carlos Fernández Shaw (Cádiz, 23 de septiembre de 1865-El Pardo, 7 de junio de 1911) fue un dramaturgo, poeta y periodista español, padre del periodista y libretista Guillermo Fernández-Shaw, del escritor Rafael Fernández-Shaw y del arquitecto Casto Fernández-Shaw.

## Biografía

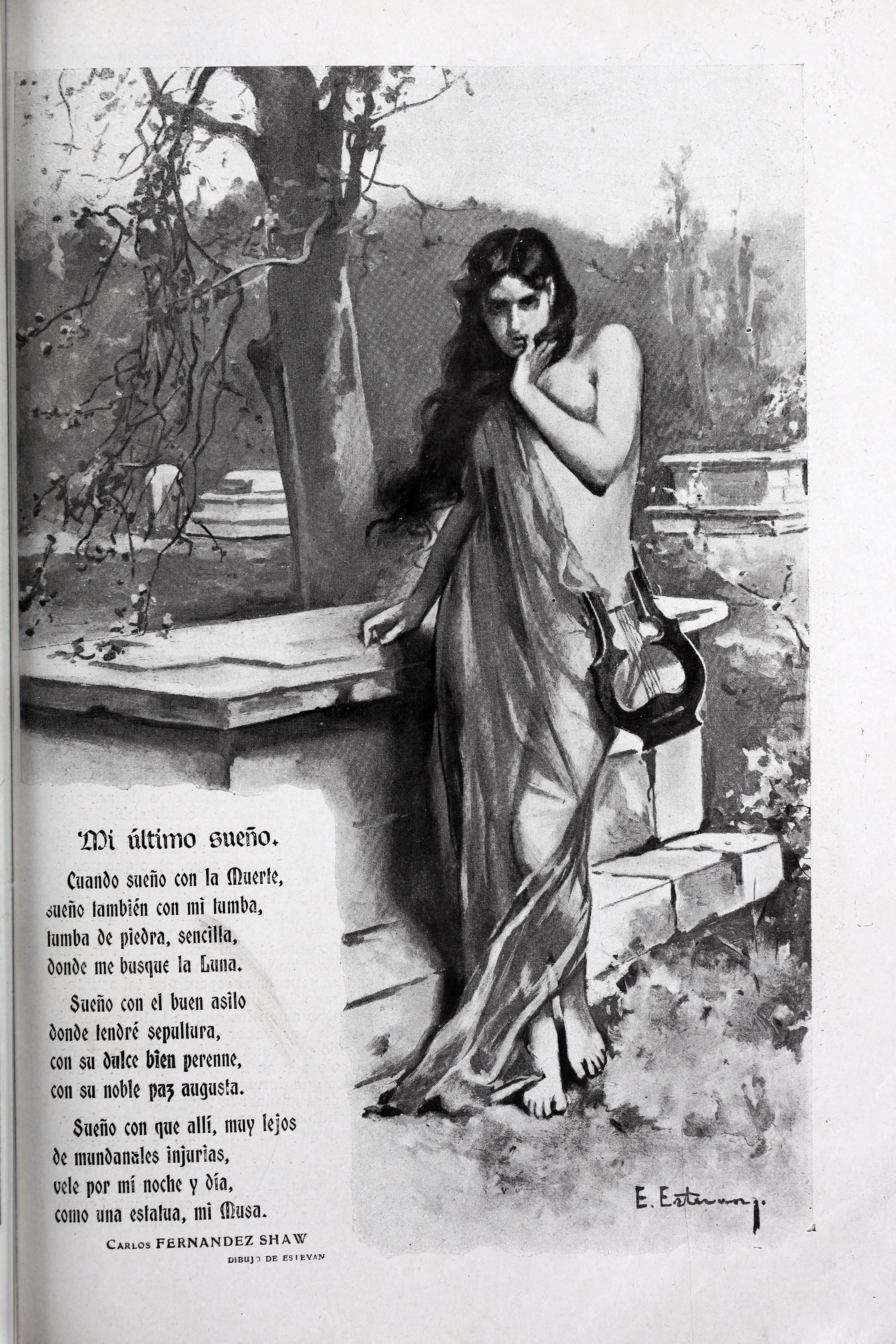
"Mi último sueño", poema de Fernández Shaw con ilustración de Enrique Estevan (Blanco y Negro, 6 de noviembre de 1909)

Estudió en Cádiz y más tarde en Madrid. En su ciudad natal, ganó como estudiante varios premios de poesía. En 1883 publicó su primer poemario, Poesías, y cuatro años más tarde Tardes de Abril y Mayo bajo los auspicios de Gaspar Núñez de Arce. Se trasladó a Madrid donde llegó a licenciarse en Derecho en la Universidad Central.
Fue secretario y más tarde director de la Sección de Literatura del Ateneo de Madrid. Colaboró en La Ilustración, El Correo, ABC, Blanco y Negro, Nuevo Mundo, Por esos Mundos y Los Madriles. Tres años después contrajo matrimonio con Cecilia Iturralde y Macpherson, y prueba fortuna en la política, como diputado provincial, pero la vida pública no es su vocación. Fue redactor de La Época desde 1888 hasta 1899, año en que abandonó el periodismo para dedicarse exclusivamente al teatro, tras el éxito de la zarzuela La Revoltosa (1897), cuyo libreto había compuesto junto a José López Silva. Esta colaboración fue el comienzo para ambos de una fructífera relación creativa en el campo del teatro lírico.
En 1910 enferma de neurastenia; el 30 de mayo de 1911 ingiere veneno en un rapto de locura, falleciendo el 7 de junio. Tras su muerte, su hijo Guillermo se hizo cargo de sus proyectos como libretista junto con el dramaturgo Federico Romero Sarachaga (en zarzuelas como Doña Francisquita, La rosa del azafrán, Luisa Fernanda, La tabernera del puerto).
Fue enterrado en el cementerio de la Almudena de Madrid. En su lápida están estos versos suyos: "Cuando sueño con la Muerte / sueño también con mi tumba; / tumba de piedra sencilla, / donde me busque la luna..."

## Obra

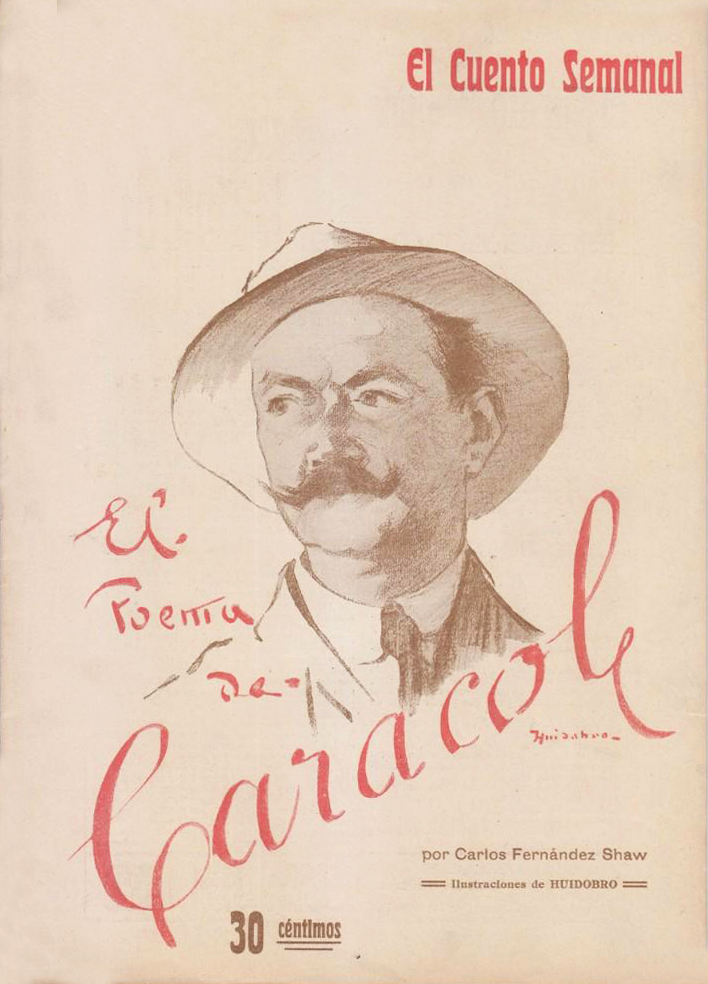
El poema de caracol (El Cuento Semanal, 10 de diciembre de 1909)

Como poeta se le considera un precursor del modernismo junto a Manuel Reina y Ricardo Gil; fuera de su etapa inicial, marcada por el sello de Gaspar Núñez de Arce, y que se recoge en el amplio volumen de Poesías (Madrid, Imprenta de Fortanet, 1883), se le deben en esta faceta los libros Poesía de la sierra (1908, segunda edición corregida y aumentada en 1913), considerado su obra maestra; Poesías del mar (1909), que fue también muy alabado por la crítica; La vida loca (libro de versos) (1909); El poema de caracol. Poema picaresco (1909), El alma en pena (1909[cita requerida], libro dedicado a la memoria de su padre), El amor y mis amores (Poemas ingenuos) (1910), La Patria Grande (Cantos marciales - Odas cívicas - Poemas rústicos) (1911), Poemas del pinar (1911), Cancionero infantil y Los últimos cantares. 
También cultivó la leyenda: El defensor de Gerona: leyenda (Madrid: Gutenberg, sin año). Una antología de sus versos, El canto que pasa: antología poética (1883-1911), realizada y prologada por su hijo Guillermo, fue publicada en Madrid en 1947 por Aguilar. Sus Poesías completas fueron recogidas e impresas con prólogo de Melchor Fernández Almagro (Madrid: Gredos, 1966, Gráficas Cóndor).
Como autor dramático escribió sainetes (No somos nadie, 1909, con Francisco Toro Luna), pero se consagró especialmente al género chico y a la zarzuela. Fue autor junto con José López Silva, su coautor preferido, de uno de los exitazos de este último género, La revoltosa (1897), y siguió colaborando con él en El gatito negro (1900) y El alma del pueblo, (1905) ambas con música de Ruperto Chapí, entre otras piezas. Él solo escribió los libretos de las óperas Margarita la Tornera (1908), también de Chapí, y Las grandes cortesanas (1902).

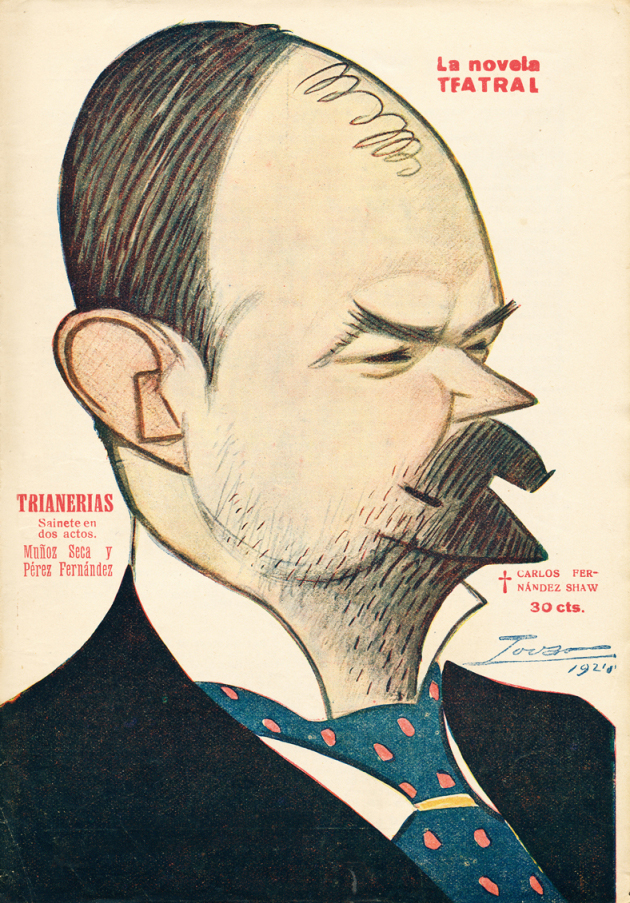
Caricaturizado por Tovar (1921)

Escribió sobre todo en colaboración, aparte de con el mencionado José López Silva, también con otros autores como Luis López Ballesteros (Columba, 1910, ópera con música de Amadeo Vives, o La buena Ventura, 1901, inspirada en la novela de Cervantes), Fernando Toro Luna (La niña de los caprichos, zarzuela de 1910, con música de Rafael Calleja),Javier de Burgos (La llama errante, zarzuela de 1888), Carlos Arniches (El baile del Casino, Los pícaros celos, El maldito dinero, La canción del náufrago), Tomás Luceño, Eusebio Blasco, Ramón Asensio Mas, Pedro Muñoz Seca (Las tres cosas de Jerez, 1907) y muchos otros. Hizo también revistas (Instantáneas, 1899, con Carlos Arniches y López Silva), juguetes (El hombre feliz), parodias (Sotero Chorli o Contra un padre no hay razón), dramas (La bendición) y comedias (La venta de Don Quijote, 1904; Las figuras del Quijote, 1910). También hizo el libreto de La vida breve, con música de Manuel de Falla.

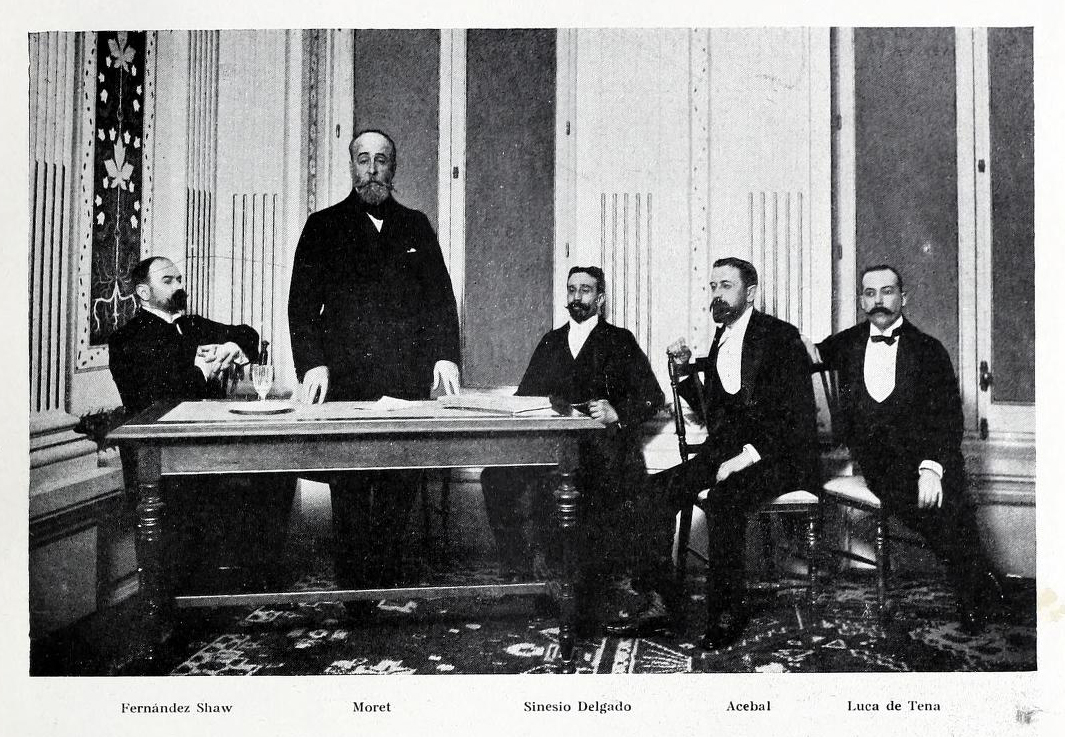
Velada literaria en «Blanco y Negro»: Fernández Shaw, Moret, Sinesio Delgado, Acebal y Luca de Tena (7 de febrero de 1901)

Refundió obras clásicas, como Las castañeras picadas, sobre el sainete homónimo de Ramón de la Cruz, o Don Lucas del Cigarral, en colaboración con Tomás Luceño y con música de Amadeo Vives, sobre Entre bobos anda el juego de Francisco de Rojas Zorrilla. Las bravías: sainete lírico en un acto, dividido en cuatro cuadros (1897), de José López Silva y Carlos Fernández Shaw, con música del maestro Chapí, se inspira en La fierecilla domada de Shakespeare. En el episodio de Paolo y Francesca de la Divina comedia de Dante Alighieri se inspira La tragedia del beso: poema dramático en tres cantos Madrid, 1910 (R. Velasco imp.). Asimismo adaptó varias obras de François Coppée (La bendición, El certamen de Cremona, Severo Torelli -parodiado luego por él mismo en su Sotero Choreli-). En el Don Álvaro o la fuerza del sino del Duque de Rivas se inspira El final de don Alvaro: drama lírico en dos actos, con música del maestro Conrado del Campo (1911). 
Recopiló sus cuentos en La pícara Olalla, Madrid, sin año, aunque póstuma según el prólogo de su hijo Guillermo; esta obra incluye asimismo su famoso Poema de caracol. Es interesante su discurso Relaciones entre la ciencia y la poesía, leído en 1884 en el Ateneo de Madrid.